# Trần Văn Thọ

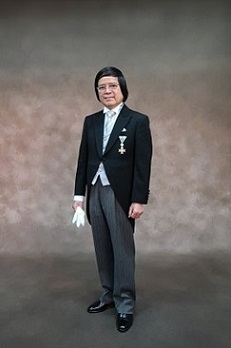

Trần Văn Thọ (sinh năm 1949), là giáo sư kinh tế tại trường Đại học Waseda, Tokyo, Nhật Bản. Ông cũng là một nhà nghiên cứu và có nhiều đóng góp về tư duy kinh tế cho Việt Nam.

## Tiểu sử

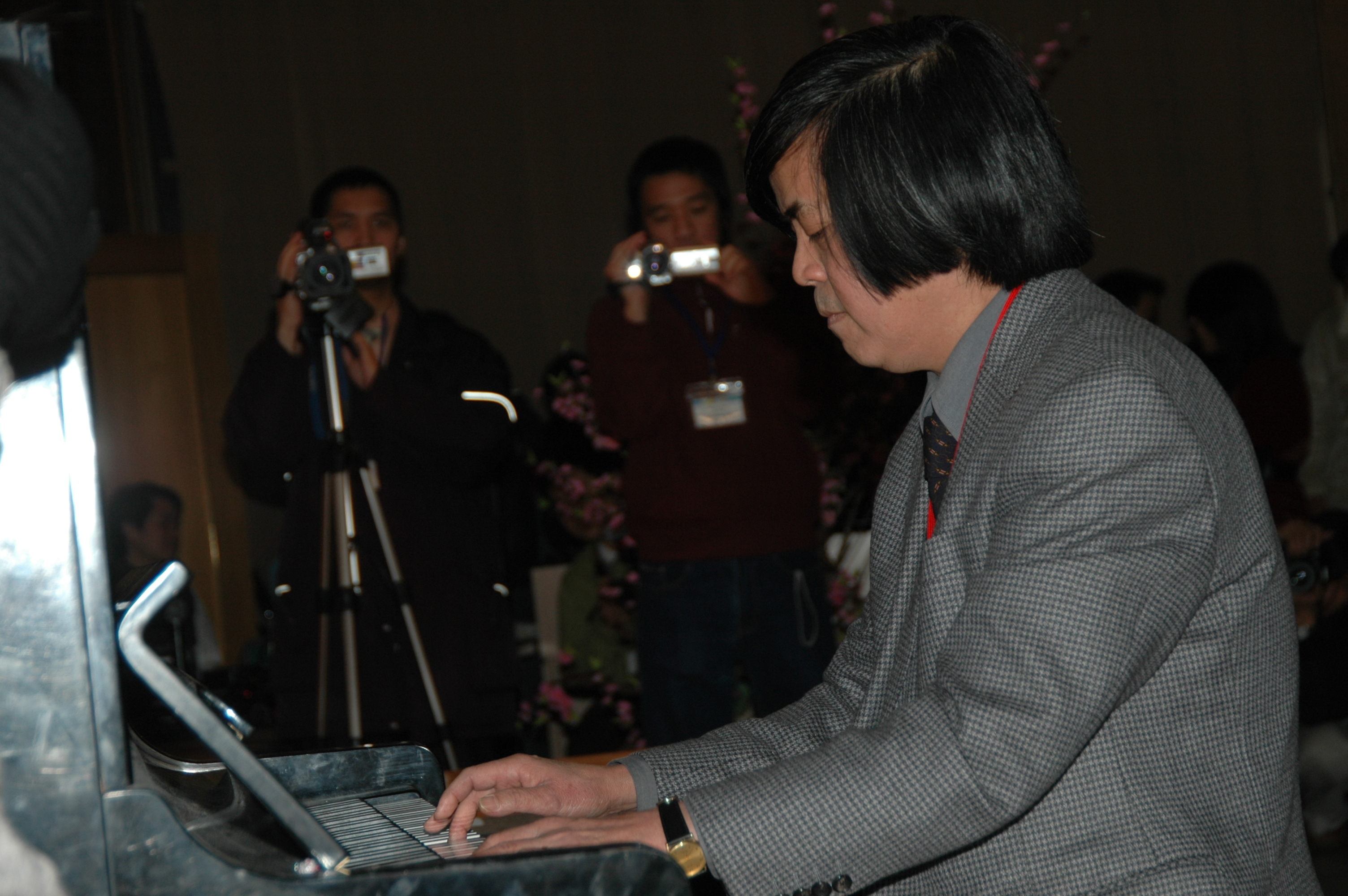
Trần Văn Thọ đang biểu diễn piano trong lễ đón xuân năm 2008 của người Việt Nam tại Tokyo

Ông sinh năm 1949 tại Quảng Nam, năm 1967 sang Nhật Bản du học. Mặc dù đến nay đã sống ở Nhật Bản hơn 40 năm nhưng ông vẫn giữ quốc tịch Việt Nam cho mình .
Ông học cho đến khi lấy được bằng tiến sĩ kinh tế Đại học Hitotsubashi, Tokyo. Ở lại Nhật, ông vào làm việc tại Trung tâm Nghiên cứu kinh tế Nhật Bản, sau đó làm phó giáo sư, rồi giáo sư Đại học Obirin (Tokyo). Từ năm 2000 đến nay, ông làm Giáo sư kinh tế Đại học Waseda (Tokyo).
Năm 1990, báo chí Nhật đưa tin: Lần đầu tiên có ba người nước ngoài được mời làm thành viên chuyên môn trong Hội đồng Tư vấn Kinh tế của Thủ tướng Nhật, ông là một trong ba người đó. Ông ở cương vị này trong gần 10 năm, qua nhiều đời Thủ tướng Nhật .

## Đóng góp về tư duy kinh tế Việt Nam
Ông có tham gia cộng tác trong các Tổ Tư vấn cải cách kinh tế hoặc trong Ban Nghiên cứu chính sách của các thủ tướng Việt Nam như Võ Văn Kiệt và Phan Văn Khải. Ông là sáng lập viên Trung tâm kinh tế châu Á - Thái Bình Dương (VAPEC) tại Hà Nội, Đà Nẵng và TP. Hồ Chí Minh. Ngoài ra ông còn là cầu nối giao lưu giữa sinh viên Nhật Bản - Việt Nam và là cây bút quen thuộc trên các báo: Thời báo Kinh tế Sài Gòn, Tuổi Trẻ, Thanh Niên, Tia Sáng ...
Ngoài các đóng góp về tư duy kinh tế, thời gian gần đây ông cũng có các đóng góp về các lĩnh vực khác của xã hội như giáo dục Việt Nam dựa vào các kinh nghiệm về giáo dục ở Nhật Bản mà ông có được .
Ngày 28 tháng 7 năm 2017, Tổ Tư vấn kinh tế của Thủ tướng Chính phủ Việt Nam Nguyễn Xuân Phúc nhiệm kì 2016-2021 được thành lập theo Quyết định 1120/QĐ-TTg, ông là một trong 15 thành viên.

## Ý kiến
Theo BBC Việt ngữ, ngày 9.12.2015, ông cùng với 126 người khác, trong đó có các nhân vật như Nhà nghiên cứu Nguyễn Đình Đầu, Thiếu tướng Nguyễn Trọng Vĩnh, TS Nguyễn Quang A, GS Nguyễn Huệ Chi, GS Hoàng Tụy, GS Nguyễn Đình Cống, GS Tương Lai, Huỳnh Tấn Mẫm, Hồ Ngọc Nhuận, GS Nguyễn Đăng Hưng, Đại sứ Nguyễn Trung, GS Phạm Xuân Yêm..., đã gửi một bức thư ngỏ đến Bộ Chính trị, Ban Chấp hành Trung ương khóa XI, các đại biểu dự Đại hội lần thứ XII và toàn thể đảng viên Đảng Cộng sản Việt Nam. Bức thư đề nghị "đổi tên đảng (không gọi là Đảng Cộng sản); đổi tên nước (không gọi là Cộng hòa xã hội chủ nghĩa); trả lại tự do cho những người khác chính kiến đang bị giam giữ; chấm dứt sự trấn áp và ngăn chặn nhân dân thực hiện quyền tự do dân chủ theo Hiến pháp" đồng thời nêu ý kiến "Thực tiễn của nước ta cũng như trải nghiệm của nhiều nước trên thế giới đã cho thấy rõ sai lầm và thất bại của đường lối xây dựng chủ nghĩa xã hội theo chủ nghĩa Mác - Lênin".

## Tác phẩm
- Phát triển công nghiệp trong tương quan với các công ty đa quốc gia: Kiểm chứng tính năng động tại vùng châu Á - Thái Bình Dương, xuất bản ở Nhật năm 1992.
- Công nghiệp hóa Việt Nam trong thời đại châu Á - Thái Bình Dương, Nhà xuất bản Thành phố Hồ Chí Minh - 1997
- Biến động kinh tế Đông Á và con đường công nghiệp hóa Việt Nam, Nhà xuất bản Chính trị quốc gia - 2005
- Cú sốc thời gian và kinh tế Việt Nam, Nhà xuất bản Tri Thức, 2015
- Kinh tế Nhật Bản, giai đoạn phát triển thần kỳ 1955-1973, Nhà xuất bản Đà Nẵng, 2022

## Tôn vinh
Năm 2018, Ông được Nhật Hoàng Nhật Bản trao tặng huân chương Thụy Bảo hạng 4 - tia vàng cùng hình hoa hồng vì những đóng góp cho sự phát triển quan hệ kinh tế giữa Nhật Bản và Việt Nam, thúc đẩy sự hiểu biết về Nhật Bản tại Việt Nam, cùng với 2 người Việt Nam khác được trao huân chương Thụy Bảo hạng 6 - tia bạc.

## Gia đình
Ông là anh trai ruột của GS.TSKH Trần Văn Nam - Nguyên Thành ủy viên, Giám đốc Đại học Đà Nẵng (hiện đã nghỉ hưu).

## Bài viết
- Chiến lược xoay trục quan hệ kinh tế Việt Trung 20/6/2014
- Việt Nam: Giấc mơ thành quốc gia thượng đẳng? 05/02/2014